# Flattr
Flattr era un sistema de micropagos en Internet, fundado por Peter Sunde y Linus Olsson. Fue lanzado públicamente en marzo de 2010.
El 5 de abril de 2017,   Flattr fue comprado por Eyeo Gmbh, la compañía que desarrolla Adblock Plus, aunque continuará operando de forma independiente en Suecia
En términos de uso, Flattr ha evolucionado para centrarse en la creación de una plataforma de suscripción de contenido. Los usuarios pueden suscribirse a sus creadores de contenido favoritos y apoyarlos financieramente a través de pagos mensuales recurrentes. Flattr también ha introducido una nueva característica llamada "Flattr Plus", que permite a los usuarios apoyar automáticamente el contenido que consumen en línea, en lugar de tener que hacer clic manualmente en el botón de "Me gusta" o "Flattr" cada vez.
Además, Flattr ha expandido su alcance a través de asociaciones con otras empresas de tecnología y servicios. Por ejemplo, en 2021, Flattr se asoció con Coil, una plataforma de micropagos basada en criptomonedas, para permitir que los creadores de contenido acepten pagos con criptomonedas.

## Funcionamiento
Flattr sigue siendo un servicio de micropagos que permite a los usuarios apoyar a los creadores de contenido en línea. Sin embargo, ha habido algunos cambios y actualizaciones desde su lanzamiento original en 2010. 
En primer lugar, Flattr ya no tiene un mínimo de recarga mensual de 3 euros. Los usuarios pueden recargar cualquier cantidad que deseen y Flattr no cobra ninguna tarifa por la recarga. Sin embargo, todavía cobra una comisión del 10% sobre el dinero que los usuarios gastan en Flattear a los creadores de contenido.
En segundo lugar, Flattr se ha centrado en ser una plataforma de suscripción de contenido. Los usuarios pueden suscribirse a sus creadores de contenido favoritos y apoyarlos financieramente a través de pagos mensuales recurrentes. Esto significa que los creadores de contenido pueden obtener ingresos más estables y predecibles en lugar de depender únicamente de donaciones ocasionales.
Flattr también ha ampliado su alcance a través de asociaciones con otras empresas de tecnología y servicios. Por ejemplo, se ha asociado con Coil, una plataforma de micropagos basada en criptomonedas, para permitir que los creadores de contenido acepten pagos con criptomonedas. Además, Flattr ha desarrollado un plugin para navegadores web que permite a los usuarios Flattear cualquier sitio web, incluso si no está integrado con Flattr. El plugin se llama "Flattr Everywhere" y está disponible para Chrome y Firefox.
Flattr también ha actualizado sus opciones de pago. Los usuarios pueden recargar su cuenta Flattr a través de PayPal, tarjeta de crédito y débito, y criptomonedas como Bitcoin y Ethereum. Además, Flattr ha introducido una función de pago móvil que permite a los usuarios escanear códigos QR para realizar micropagos en persona.

## Difusión
Por el momento, el proyecto está en fase de expansión y está teniendo buena acogida sobre todo en los sitios web alemanes. Los sitios que han obtenido más clicks a fecha 1 de julio de 2010 han sido:
- chaosradio.ccc.de (1448)
- netzpolitik.org (887)
- fscklog.com (803)
- notsafeforwork NSFW (795)
- bitsundso.de (481)

Por otra parte, el diario alemán Taz ha declarado haber obtenido unos ingresos extra de 988,50€ en junio gracias a este sistema.
A medida que surgían nuevas opciones de micropagos y sistemas de suscripción en línea, Flattr comenzó a perder terreno. En 2017, Flattr fue adquirido por Eyeo, la empresa detrás de Adblock Plus. La adquisición permitió a Flattr centrarse en la suscripción de contenido y la monetización de la web en lugar de depender únicamente de los clics y los botones de los usuarios.
Desde entonces, Flattr ha continuó creciendo y expandiéndose. En 2020, Flattr se asoció con Coil, una plataforma de monetización basada en criptomonedas, para permitir que los creadores de contenido acepten pagos con XRP y otras criptomonedas. Además, Flattr se ha integrado con varias plataformas de publicación de contenido, incluyendo Ghost y Substack.

## Competencia
Actualmente aparte de Flattr existe el estadounidense Kachingle, que es el servicio de micropagos más extendido en el mundo.[ref??]